# Wspólnota administracyjna Bad Tennstedt
Wspólnota administracyjna Bad Tennstedt (niem. Verwaltungsgemeinschaft Bad Tennstedt) – wspólnota administracyjna w Niemczech, w kraju związkowym Turyngia, w powiecie Unstrut-Hainich. Siedziba wspólnoty znajduje się w mieście Bad Tennstedt.
Wspólnota administracyjna zrzesza dwanaście gmin, w tym jedną gminę miejską (Stadt) oraz jedenaście gmin wiejskich (Gemeinde): 
1. Bad Tennstedt, miasto
2. Ballhausen
3. Blankenburg
4. Bruchstedt
5. Haussömmern
6. Hornsömmern
7. Kirchheilingen
8. Kutzleben
9. Mittelsömmern
10. Sundhausen
11. Tottleben
12. Urleben

1 stycznia 2019 gmina Klettstedt została przyłączona do miasta Bad Langensalza.